# سيلفيان روي
سيلفيان روي هو سياسي كندي، ولد في 3 أغسطس 1964 في سانت جون في كندا. حزبياً، نشط في الحزب الكيبيكي. وقد انتخب عضو الجمعية الوطنية في كيبك ‏ عن دائرة Bonaventure (provincial electoral district) ‏ وقد انضم خلال فترته النيابية ‏ (4 سبتمبر 2012 – )  للكتلة البرلمانية الحزب الكيبيكي.